# Складна черепаха чорна
Склáдна черепаха чорна (Pelusios niger) — вид черепах з роду Складні черепахи родини Пеломедузові черепахи. Інша назва «західноафриканська чорна лісова черепаха».

## Опис
Загальна довжина карапаксу досягає 22,5—34,7 см. Спостерігається статевий диморфізм: самці більші за самиць. Голова велика, довга й пласка. Кінчик морди виступає уперед. На верхній щелепі є гачок. На підборідді присутні 2 вусика. Карапакс доволі плаский. Пластрон великий, містить шарнір між грудними і черевними щитками. Задні лапи мають ребристість, на пальцях по 5 кігтів.
Голова зверху чорного кольору, нижня сторона — блідо—жовта. Карапакс світло—коричневий або жовто—коричневий панцир з сильним чорним відтінком, часто карапакс буває зовсім чорним. Пластрон чорного кольору, лише з'єднання (шви) поміж щитками пластрону блідо—жовті.

## Спосіб життя
Полюбляє постійні водойми з м'яким ґрунтом, водойми у саванах. Активна вночі та у сутінках. Харчується рибою, ракоподібними, земноводними, комахами.
Самиця відкладає від 6 до 18 яєць. Інкубаційний період триває 60—70 днів.

## Розповсюдження
Мешкає в Африці: від Сьєрра-Леоне до Камеруну, Габону та Анголи.